# بادي كراتشفيلد
بادي كراتشفيلد (بالإنجليزية: Buddy Crutchfield)‏ هو لاعب كرة قدم أمريكية أمريكي، ولد في 7 مارس 1976 في رالي في الولايات المتحدة.

## وصلات خارجية
- بادي كراتشفيلد على موقع مرجع كرة القدم المحترفة.كوم (الإنجليزية)